# Università Pepperdine
L'Università Pepperdine (Pepperdine University) è un'università statunitense privata con sede a Malibù, in California. Il campus principale si estende su una superficie di 340 ettari e si affaccia sull'Oceano Pacifico.
I corsi si tengono, oltre che al campus principale, in altri sei sparsi nella California del Sud. L'Università possiede inoltre dei campus in Germania, Regno Unito, Italia, Cina, Svizzera e Argentina, più precisamente nelle città di Heidelberg, Londra, Firenze, Shanghai, Losanna e Buenos Aires.

## Storia
Nella piscina del campus di Malibù si sono disputate, nell'agosto 1984, le gare di pallanuoto dei Giochi della XXIII Olimpiade.

## Controversie
L'Università ha assegnato un dottorato ad honorem a Elizabeth Holmes, fondatrice di Theranos, nel 2015. Nel 2022, Elizabeth Holmes, che ha promesso di rivoluzionare la bioingegneria, è stata condannata per frode. L'Università ha deciso di non ritirare il dottorato assegnato a Holmes.

## Galleria d'immagini

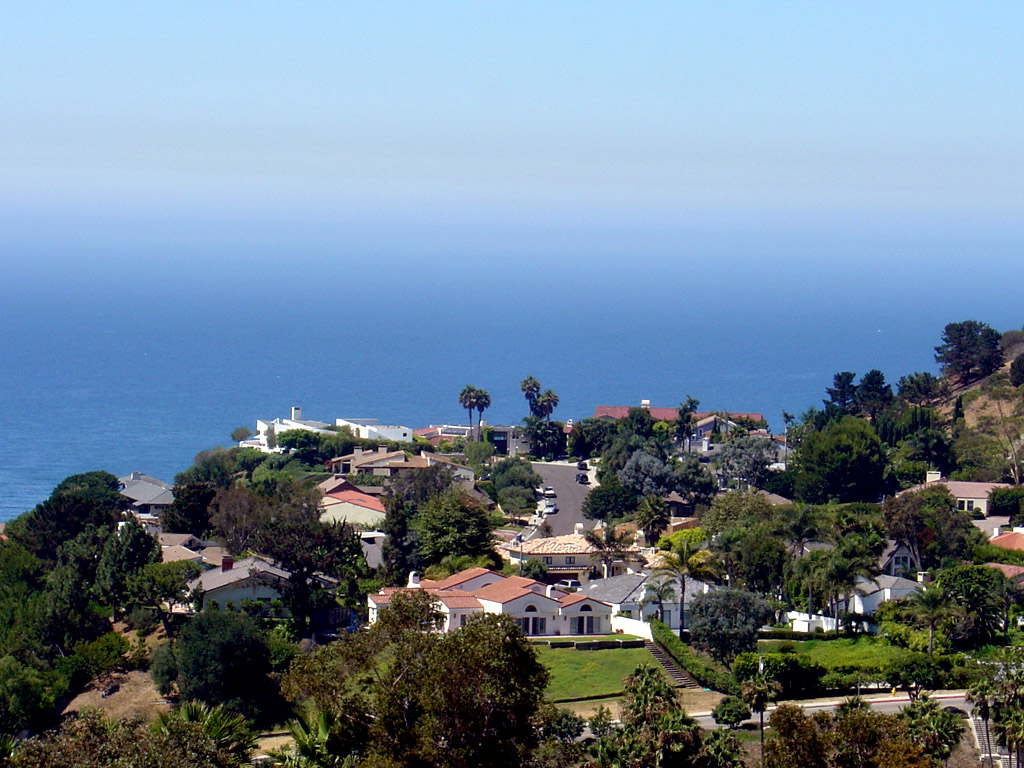
Zona adiacente al campus di Malibù.
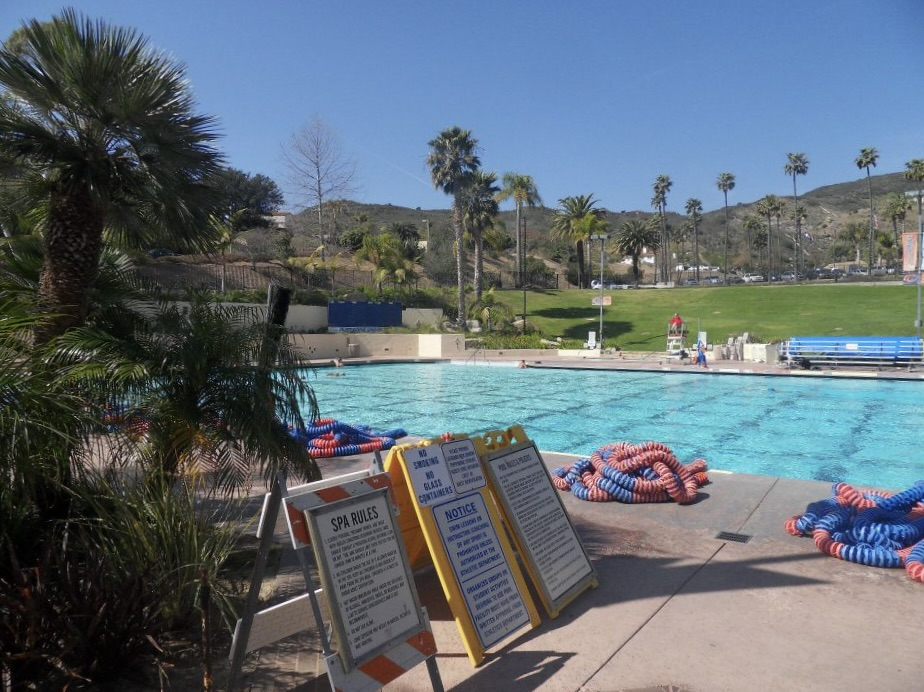
Raleigh Runnels Memorial Pool
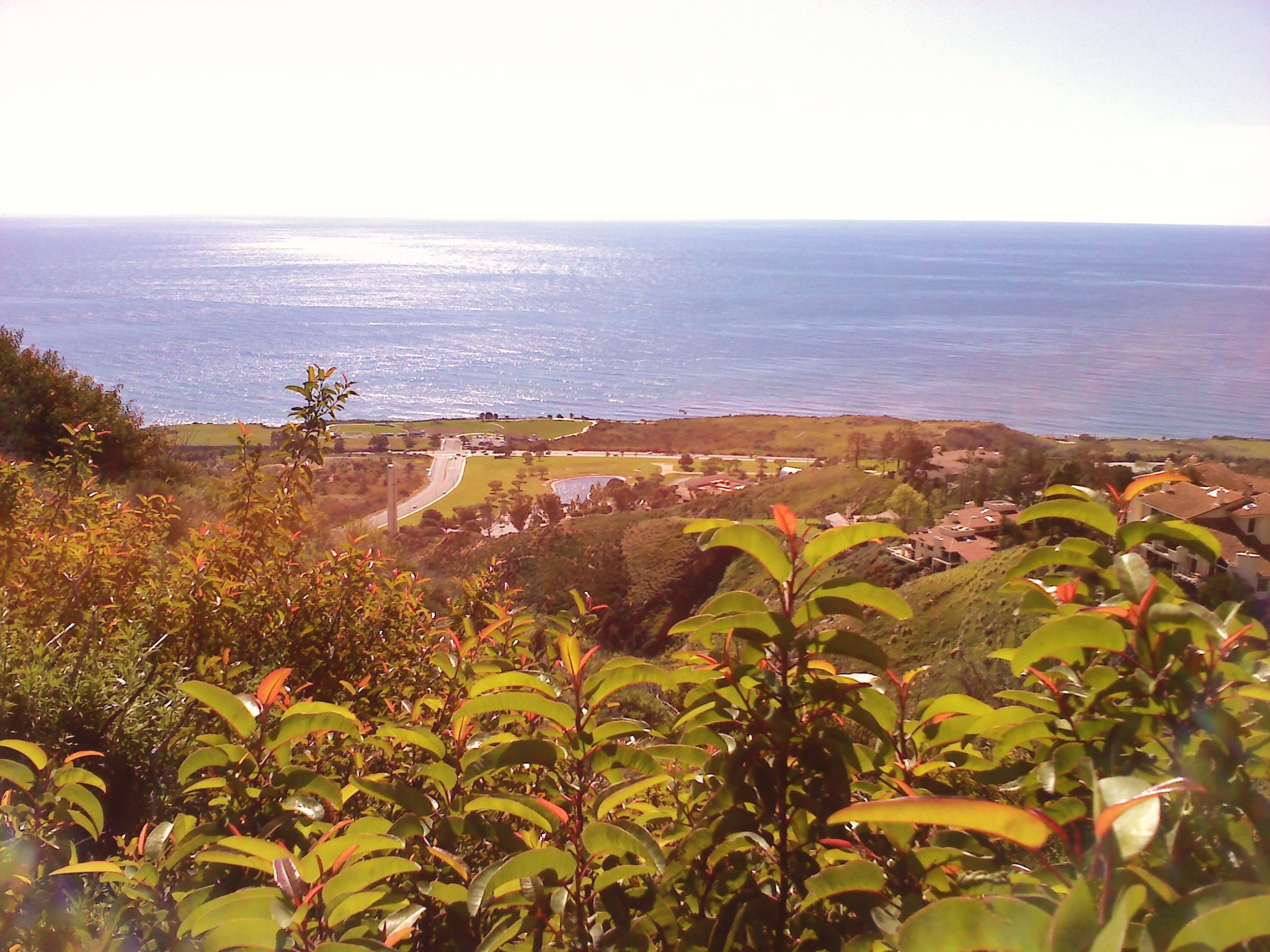
Vista sull'Oceano Pacifico dal campus di Malibu.
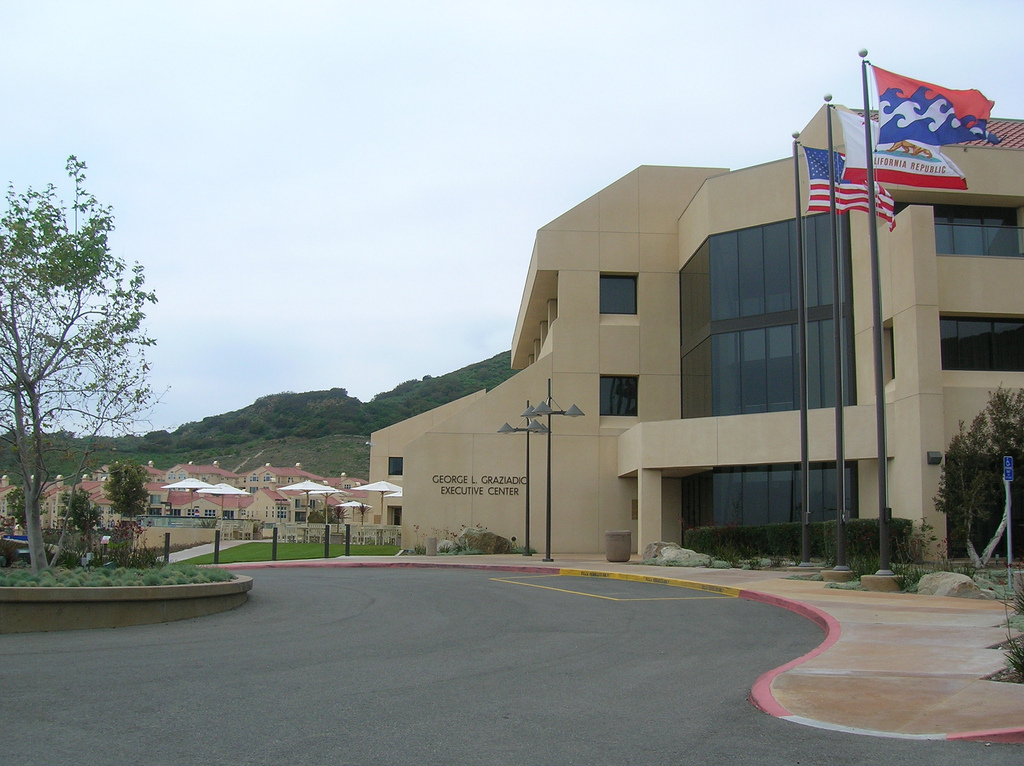
L'università Pepperdine nel 2006